# Hà Y Đình
Hà Y Đình (tiếng Trung: 何依婷, tiếng Anh: Regina Ho, sinh ngày 23 tháng 2 năm 1994) là nữ diễn viên và người dẫn chương trình Hồng Kông, từng là Á hậu 1 của Cuộc thi Hoa hậu Hồng Kông 2017. Hiện là nghệ sĩ hợp đồng người quản lý của TVB.

## Tiểu sử
Hà Y Đình xuất thân từ một gia đình cơ sở, có một người chị gái, lúc nhỏ định cư ở nhà xã hội khu Huỳnh Đại Tiên, từng theo học tại trường Tiểu học Thiên Hồng hội Bái Tín (tốt nghiệp năm 2006) và trường Trung học Tưởng niệm Khổng Tiên Châu Phật giáo (tốt nghiệp năm 2012). Khi còn học trung học, cô đã nhiều lần đạt được "giải thưởng xuất sắc môn học" trong các môn: Trung Văn, Kinh tế, Lịch sử và các kỳ thi và trong năm học 2011-2012 đã giành được vị trí thứ hai trong tổng số điểm cuối năm trung học sáu cấp 。
Năm 2012, Hà Y Đình thi vào Trường Kinh doanh Đại học Thành phố Hồng Kông, chuyên ngành Quản lý Hệ thống Kinh doanh Toàn cầu và Tâm lý học phụ, trong thời gian học các môn đều xuất sắc, điểm trung bình trên 3,5 điểm. Cô đã nhận được học bổng và trao đổi sinh viên tại Đại học Stanford, Đại học Reith ở Anh và Đại học Fudan ở Thượng Hải, Trung Quốc. Trước khi tốt nghiệp, cô đã thực tập tại trụ sở chính của Alibaba ở Hàng Châu, Trung Quốc, nơi cô nhận bằng Cử nhân Danh dự cấp 1 vào tháng 7 năm 2016, và làm cố vấn dịch vụ tài chính cho Công ty Kế toán EY sau khi tốt nghiệp.

## Tác phẩm diễn xuất
| Năm  | Tên phim Việt hóa        | Tên phim gốc                       | Vai diễn                                             |
| TVB  | TVB                      | TVB                                | TVB                                                  |
| ---- | ------------------------ | ---------------------------------- | ---------------------------------------------------- |
| 2019 | Thời thiếu nữ của cô ấy  | 她她她的少女時代 Girlie Days       | Sinh viên đại học (Tập 9)                            |
| 2019 | Đại gia hàng xóm         | 街坊财爷 My Life As Loan Shark     | Người phụ nữ dậu (tập 11)                            |
| 2020 | Bão táp gia nghiệp       | 大醬園 The Dripping Sauce          | Chu Xuân Mai (tập 11)                                |
| 2020 | Đặc cảnh sân bay         | 機場特警 Airport Strikers          | Lý Chí An (An An)                                    |
| 2020 | Hàng ma đích 2.0         | 降魔的2.0 The Exorcist's 2nd Meter | Học sinh (Tập 10)                                    |
| 2020 | Những người tôi từng yêu | 那些我愛過的人 Life After Death    | Thái Mẫn Uyển (thiếu niên)                           |
| 2021 | Lực lượng phản ứng 2021  | 陀槍師姐2021 Armed Reaction 2021   | Diệu Diệu                                            |
| 2021 | Nghịch thiên kỳ án       | 逆天奇案 Sinister Beings           | Grace (Tập 24)                                       |
| 2021 | Nhân y dưới bầu trời sao | 星空下的仁醫 Kids' Lives Matter    | Du Chi Hụy                                           |
| 2021 | Mối tình không lời       | 十月初五的月光 A Love of No Words  | Chúc tốt cho Jun, Jushasha, WanJuShahua (thanh niên) |
| 2023 | Pháp ngôn nhân           | 法言人                             | Đinh Kỳ                                              |